# Лев святого Марка

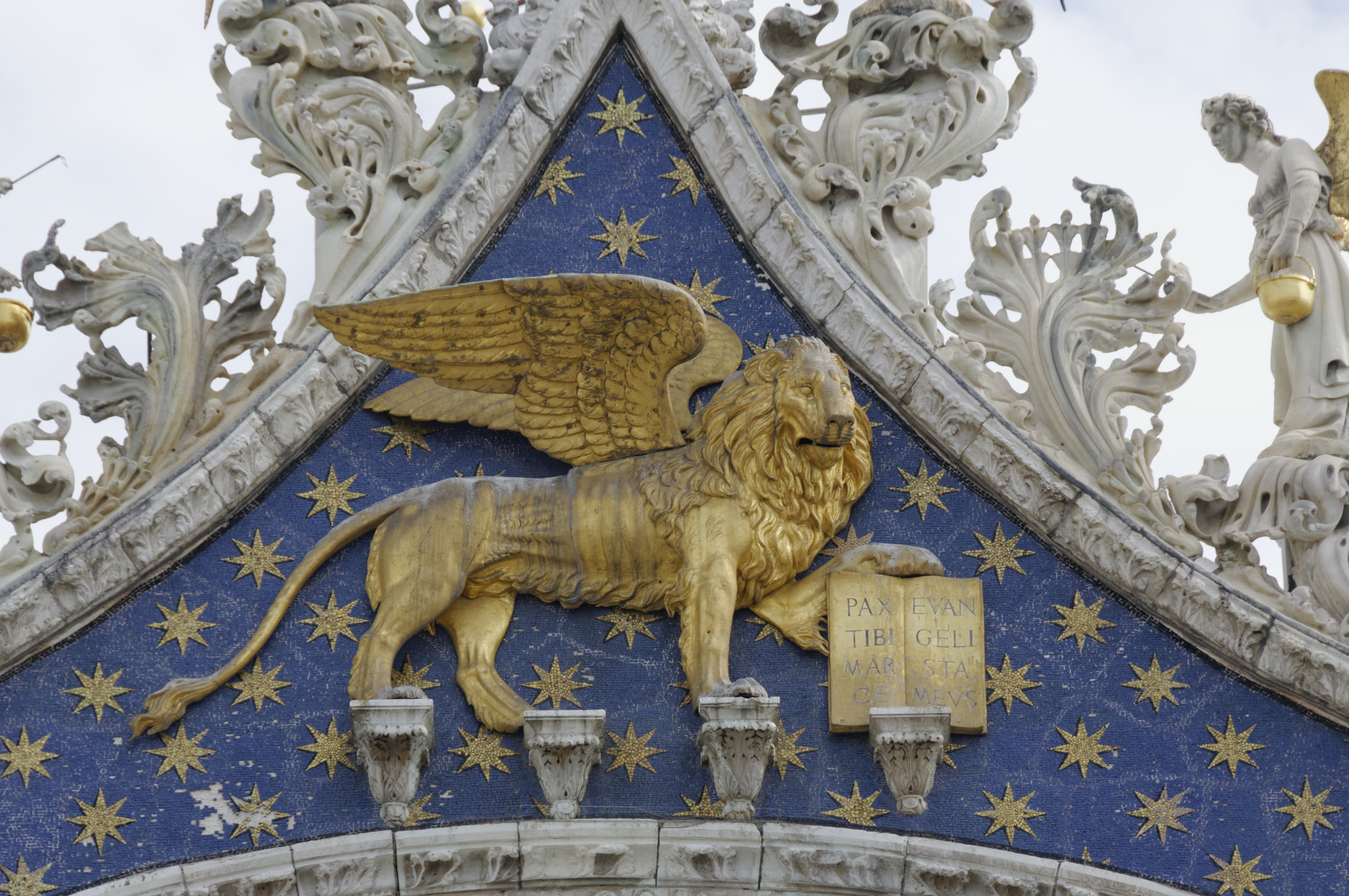
Лев святого Марка (Базиліка святого Марка, Венеція)

Ле́в свято́го Ма́рка (італ. Leone di San Marco) — у християнській літературі та мистецтві символ євангеліста Марка. Також — символ Венеції, покровителем якої вважається Марк. Зображується у вигляді крилатого лева, що тримає лапою Євангеліє від Марка. Одна з популярних гербових фігур у геральдиці Італії, Іспанії, Німеччини. Також — Ма́рків ле́в (італ. Leone Marciano), або Крила́тий ле́в (італ. Leone Alato).

## Походження

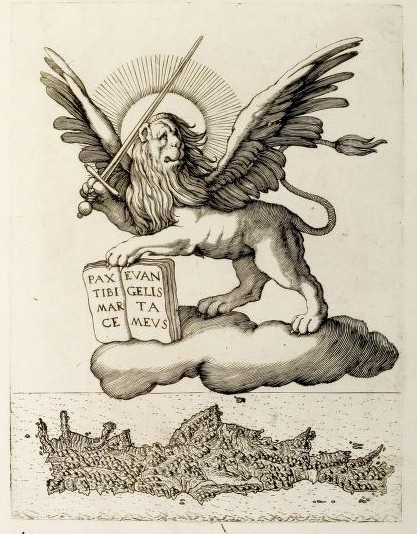
Лев над Венецією.

Зв'язок лева з євангелістом Марком має своє джерело — як і символи трьох інших євангелістів (бик, орел і людина (або ангел)) — в книзі пророка Єзекіїля в Старому Завіті, де говориться: — І побачив я, аж ось бурхли́вий вітер насува́в із пі́вночі, велика хмара та палю́чий огонь; а навколо неї — ся́йво, а з сере́дини його — ніби блискуча мідь, з-посеред огню. А з сере́дини його — подоба чотирьох живих істо́т, а оце їхній вид: вони мали подобу люди́ни; … А подо́ба їхнього обличчя — обличчя люди́ни та обличчя лева мали вони четверо з прави́ці, а обличчя вола мали вони четверо з ліви́ці, і обличчя орла мали вони четверо. (Єз. 1:4-5). Таке тлумачення про відповідність канонічних євангелістів з символами пророцтва Єзекіїля як префігурація відповідних образів в Об'явленні Іоанна Богослова було прийнято теологами ще на зорі християнської історії. В Одкровенні чотири цих істоти стоять навколо Трону Господнього: — І перша твари́на подібна до лева, а друга тварина подібна до теляти, а третя тварина мала лице, як люди́на, а четверта тварина подібна до орла, що летить. (Об. 4:7).
Точна відповідність окремих біблійних образів і реальних євангелістів мала місце до початку IV століття, коли Єронім Стридонський, творець Вульгати, обґрунтував його за допомогою відповідних місць з Євангелій. Для Марка Ієронім обрав початок його Євангелія: «Голос того, хто кличе: У пустині готуйте дорогу для Господа, рівняйте стежки́ Йому» (Мк. 1:3). — при цьому гучний «кричущий» глас в пустелі ранньохристиянські теологи пов'язували з гарчанням розлюченого лева.

## У геральдиці

Агуло
Венеція
Вірсдорф
Італійський торговий флот
Сантьяго-дель-Кампо
Іван-Павло І